# Puig de l'Estrell
El Puig de l'Estrell és una muntanya de 455 metres que es troba entre els municipis de Tordera, a la comarca del Maresme i de Fogars de la Selva, a la comarca de la Selva.